# Mackinac Bridge
Die Mackinac Bridge (['mækɪnɔː bɹɪdʒ]), auch bekannt als „Mighty Mac“ oder „Big Mac“, ist eine mit allen Zufahrten insgesamt acht Kilometer lange, vierspurige Straßenbrücke, die die Interstate 75 über die Mackinacstraße führt. Mit der Brücke wurde im Jahr 1957 erstmals eine direkte feste Verbindung zwischen dem Hauptgebiet des US-Bundesstaates Michigan und seiner oberen Halbinsel geschaffen. Sie verbindet die Kleinstädte Mackinaw City im Süden und St. Ignace im Norden.
Der Bau einer Brücke war seit den 1880ern diskutiert worden, konnte aber erst nach vielen Jahrzehnten begonnen werden. Der Entwurf der schließlich ausgeführten Hängebrücke stammt von dem amerikanischen Ingenieur David B. Steinman.

## Geschichte

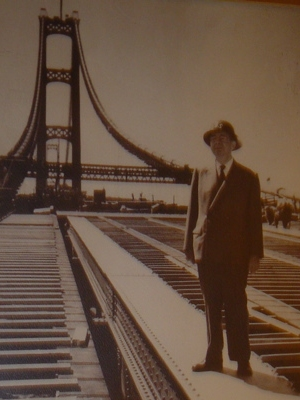
David B. Steinman während des Baus

Anfang der 1880er Jahre hatten Eisenbahngesellschaften einen Fährbetrieb über die Mackinacstraße begonnen, der aber nicht ganzjährig aufrechterhalten werden konnte. Bald darauf wurde die Gegend ein beliebtes Urlaubsziel, besonders die nahegelegene Mackinac Island mit dem 1875 geschaffenen Mackinac-Nationalpark, in dem sich auch das Fort Mackinac befindet.
Nach der Einweihung der Brooklyn Bridge in New York begannen sich die Einwohner vorzustellen, dass hier eine ähnliche Konstruktion von praktischem Nutzen wäre. Im Jahr 1884 hatte ein Ladenbesitzer aus St. Ignace eine Zeitungswerbung herausgegeben mit einem künstlerisch gestalteten Nachdruck der Brooklyn Bridge und der Schlagzeile: „Vorgeschlagene Brücke über die Mackinacstraße“.
Am 1. Juli 1888, auf einem Treffen der Direktoren des Grand Hotels von Mackinac Island, schlug Cornelius Vanderbilt II, ein Enkel des berühmten Unternehmers Cornelius Vanderbilt, den Bau einer Brücke über die Wasserstraße vor, um die Feriensaison des Hotels zu verlängern. Er dachte dabei an eine Brücke, ähnlich der zu dieser Zeit in Schottland über den Firth of Forth gebauten Forth Bridge. Der Vorschlag zum Bau einer Brücke wurde auch im Parlament von Michigan diskutiert, teilweise inspiriert von dem Bau der Brooklyn Bridge.
Trotz der erkannten Notwendigkeit einer Brücke vergingen Jahrzehnte ohne einen konkreten Plan. 1920 schlug der Beauftragte für State Highways in Michigan den Bau eines schwimmenden Tunnels vor. Auf Einladung des Parlaments stellte C. E. Fowler aus New York City einen Plan für eine Serie von Dämmen und Brücken vor, beginnend von Cheboygan, das 27 Kilometer südöstlich von Mackinaw City liegt, über mehrere Inseln bis nach Saint Ignace.
Im Jahr 1923 beauftragte das Parlament das State Highway Department, eine dauerhafte Fährverbindung einzurichten. Weil diese jedoch bis 1928 sehr teuer wurde, beauftragte der damalige Gouverneur Fred W. Green eine Machbarkeitsstudie für eine Brücke. Das Department hielt die Idee für durchführbar und schätzte, dass die Kosten für eine Brücke mit zwei Fahrstreifen plus einer Schiene für den Eisenbahnverkehr 32.400.000 US-Dollar nicht übersteigen würden.
Das Parlament von Michigan gründete 1934 die Mackinac Straits Bridge Authority, um die Umsetzbarkeit der Brücke weiter zu verfolgen, und bevollmächtigte diese, Anleihen für das Projekt zu verkaufen. Mitte der 1930er versuchte die Behörde zweimal vergeblich, Gelder aus Washington zu bekommen, obwohl sie die Billigung des US Army Corps of Engineers und des damaligen US-Präsidenten Franklin D. Roosevelt hatte. Trotzdem legte man zwischen 1936 und 1940 eine Route fest und führte Bohrungen für eine detaillierte geologische Studie durch.
Wegen des Zweiten Weltkriegs verzögerte sich das Projekt. Die 1934 gegründete Behörde wurde 1947 vom Parlament aufgegeben, aber im Juni 1950 wieder neu gegründet. Sie bekam den Auftrag, sich mit drei führenden Spezialisten in Verbindung zu setzen und ihren Rat einzuholen. Nach dem Bericht der Ingenieure vom Januar 1951 wurde die Behörde am 30. April 1952 mit dem Verkauf von 85 Millionen US-Dollar in Anleihen für den Brückenbau beauftragt. Ein schwacher Börsenmarkt führte 1953 zu einer erneuten Verzögerung von einem Jahr, bevor die Anleihen ausgegeben werden konnten.
David B. Steinman wurde im Januar 1953 mit der Entwicklung des Projektes beauftragt. Bis Ende 1953 klärte man die Finanzierung und handelte die nötigen Verträge aus. Der Bau begann schließlich am 7. Mai 1954. Die American Bridge Company und United States Steel Corporation erhielten einen Auftrag über 44 Millionen Dollar, um den Stahloberbau zu errichten. Der Bau dauerte zweieinhalb Jahre und kostete fünf Arbeiter das Leben. Pünktlich am 1. November 1957 wurde die Brücke für den Verkehr freigegeben. Die feierliche Einweihung fand vom 25. bis 28. Juni 1958 statt. Die hundertmillionste Überquerung erfolgte am 25. Juni 1998, genau 40 Jahre nach der Einweihung der Mackinac Bridge.

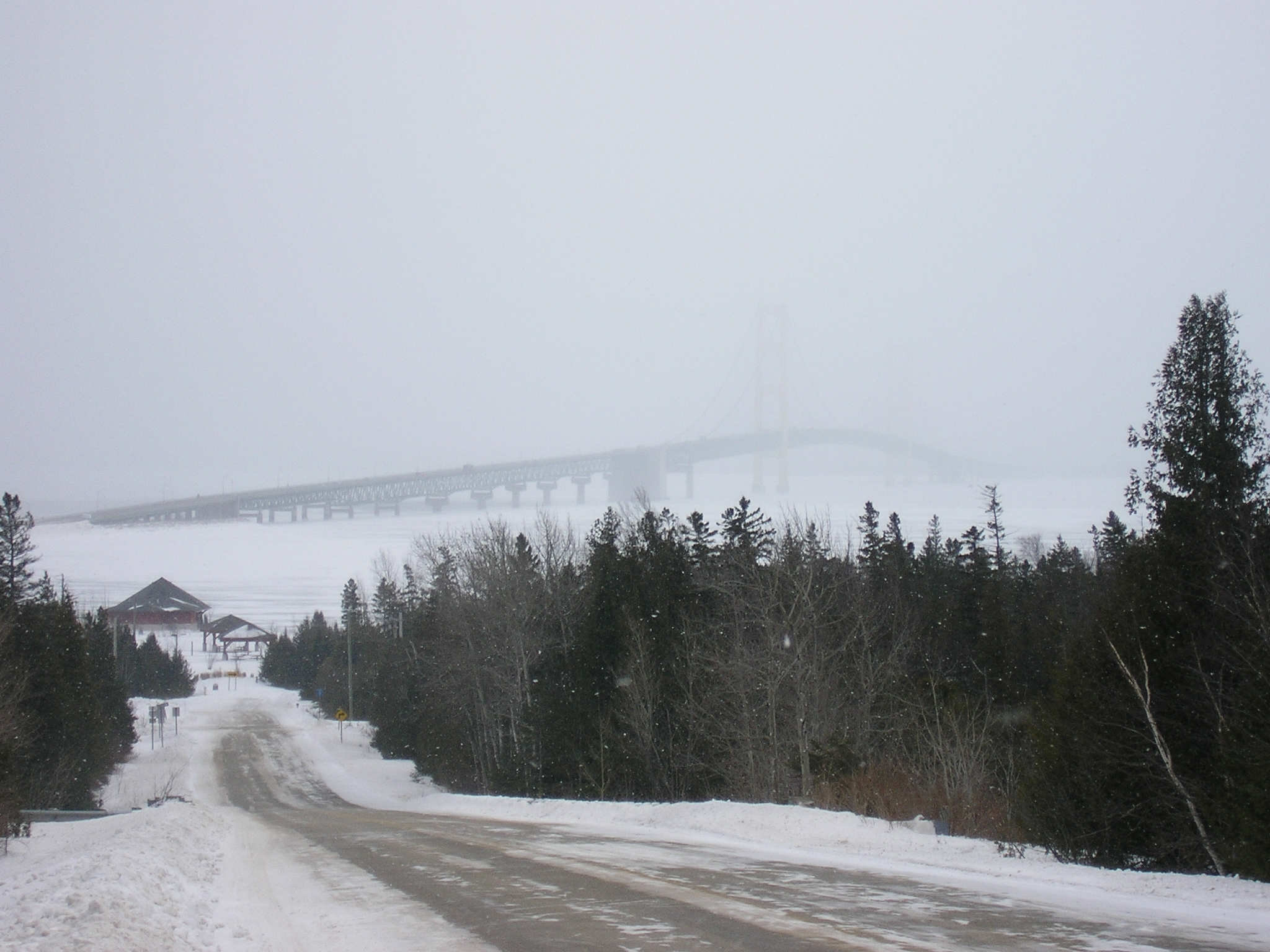
Winteranblick aus südlicher Richtung

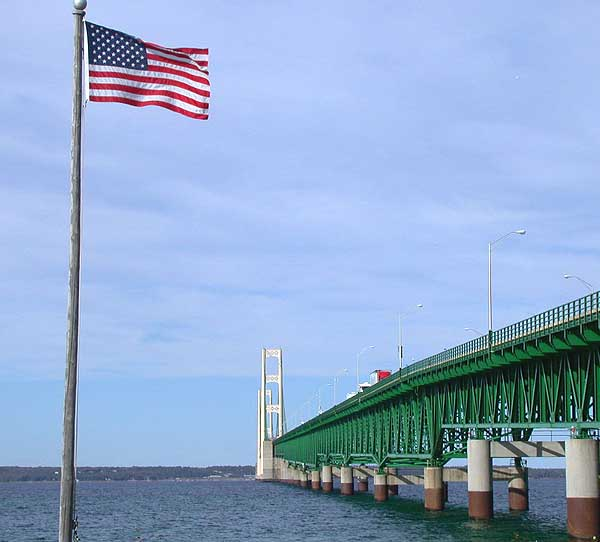
Blick nach Norden und US-Flagge

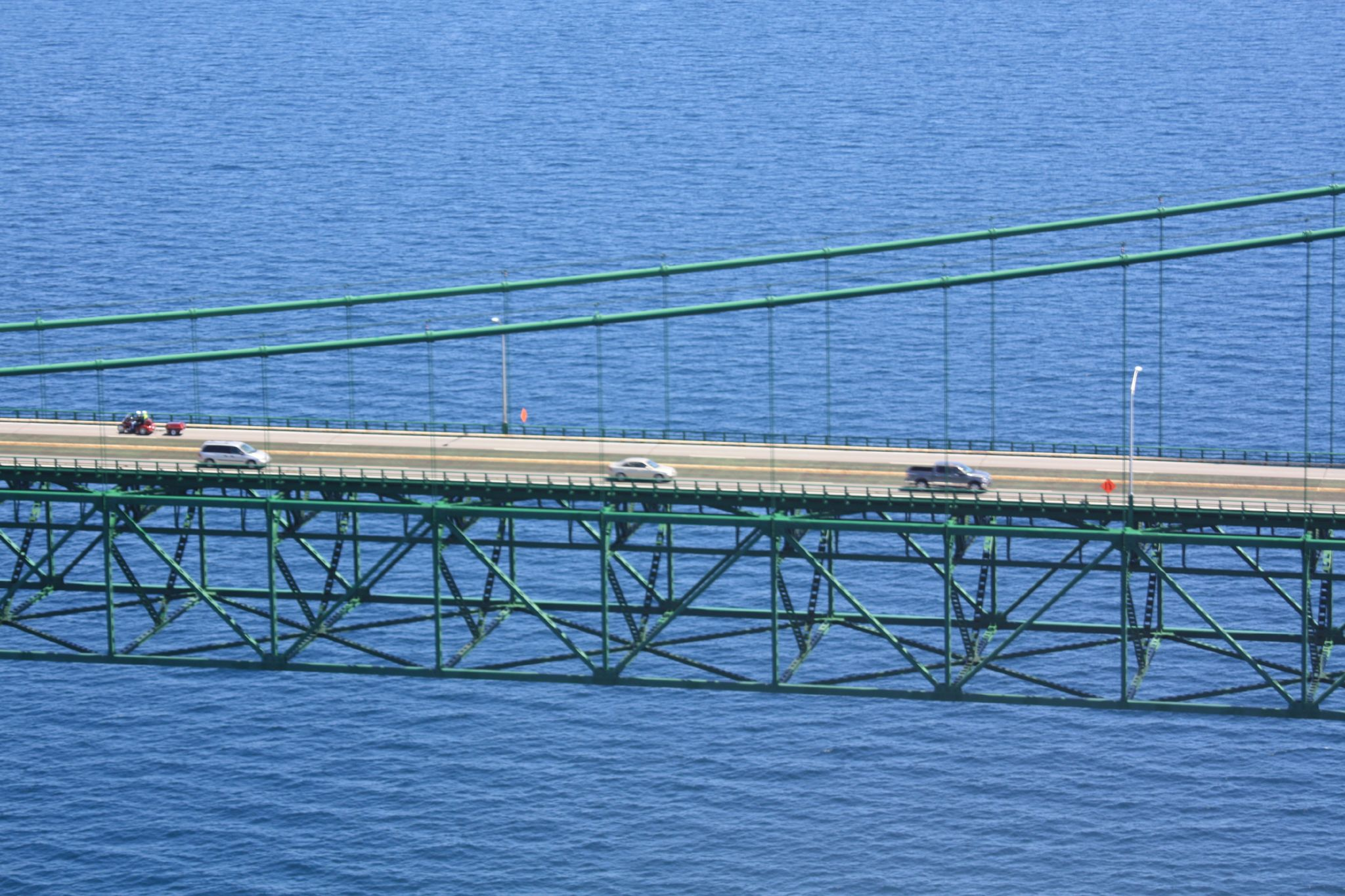
Fahrbahnträger

Das Design der Brücke wurde direkt von der katastrophalen Fehlkonstruktion der ersten Tacoma-Narrows-Brücke beeinflusst, die 1940 wegen Instabilität bei starkem Wind einstürzte. Drei Jahre nach dem Unglück veröffentlichte Steinman eine theoretische Analyse über Stabilitätsprobleme bei Hängebrücken. Er empfahl, in zukünftigen Konstruktionen hohe steife Fahrbahnträger einzusetzen, um Schwingungen des Brückendecks zu vermeiden, und ein offenes Fachwerk, um den Windwiderstand zu reduzieren. Beide Techniken wurden bei dem Bau der Brücke einbezogen.

## Beschreibung

### Hängebrücke
Das zentrale Bauwerk der Querung der Mackinacstraße ist eine Hängebrücke mit Spannweiten von 1158 m (3800 ft) in der Hauptöffnung und jeweils 549 m (1800 ft) in den beiden Seitenöffnungen. Anders als sonst üblich, befinden sich an den äußeren Enden der Seitenöffnungen keine Ankerblöcke, sondern lediglich Pfeiler mit Kabelsätteln, über die die Tragkabel nach unten zu den 149 m entfernten Ankerblöcken gelenkt werden, in denen sie weit unterhalb des Fahrbahnträgers befestigt sind. Steinmans ursprünglicher Entwurf hatte eine konventionelle Hängebrücke vorgesehen. Um Kosten zu sparen, ließ er zwar die Hauptöffnung unverändert, verlängerte aber die Seitenöffnungen und verschob die Position der Ankerblöcke noch weiter nach außen, so dass diese 36 m langen, über 20 m breiten und auf gewachsenem Fels gegründeten Betonbauwerke näher am Ufer gebaut werden konnten, wo der Felsgrund schon eher angetroffen wurde. In der Seitenansicht unterscheidet sich die Mackinac Bridge mit ihren in einer weiten Kurve nach außen gezogenen Tragkabeln deshalb deutlich von anderen Hängebrücken, wie zum Beispiel Ammanns George Washington Bridge mit kurzen, fast in gerader Linie zu den Ankerblöcken gespannten Tragkabeln.
Der Fahrbahnträger ist eine 11,6 m hohe und 20,7 m (68 ft) breite Fachwerkkonstruktion, auf dem die 16,5 m (54 ft) breite vierspurige Fahrbahn als eigenständiges Konstruktionselement aufgeständert ist. Diese Maße machen die Abkehr von den Konstruktionsprinzipien der Tacoma-Narrows-Brücke deutlich. Während diese ein Verhältnis von 1:355 zwischen ihrer Spannweite von 853 m und der Höhe des Fahrbahnträgers von nur 2,40 m hatte, beträgt diese Kennzahl bei der Mackinac Bridge nur noch 1:100. In aufwendigen Windkanalversuchen wurde ein Fachwerk mit einer möglichst winddurchlässigen Seitenansicht entwickelt. Außerdem wurden die beiden inneren Fahrspuren und die Mittelschwelle aus einem offenen Stahlgitter gefertigt, durch das Luft strömen kann, so dass Ansätze zu aeroelastischem Flattern unterbunden werden. Die beiden äußeren Fahrstreifen sind jeweils 3,7 m breit (12 ft), die zwei inneren Fahrstreifen 3,4 m (11 ft). Fußweg und Geländer nehmen 0,9 m (3 ft) Breite auf jeder Seite ein.
Die beiden Pylone sind 168,25 Meter (552 ft) über dem Wasserspiegel hoch. Sie bestehen aus schlanken stählernen Stielen, die durch verkleidete Fachwerktraversen verbunden und versteift sind.
Die Tragkabel bestehen jeweils aus 12580 Drähten, die im Luftspinnverfahren zu Paralleldrahtseilen mit 62,23 cm Durchmesser gebündelt und gepresst wurden.
Die Farbwahl von Grün (in dem von Steinman bevorzugten Ton) für den Fahrbahnträger und die Tragkabel und von Elfenbein für die Pylone soll auf eine Werbung im Magazin Fortune vom Juli 1954 zurückgehen, bei der eine künstlerische Darstellung der zukünftigen Brücke als Hintergrundgrafik diente.
Die Hängebrücke hat eine lichte Höhe von 47 m (155 ft). Sie ist damit noch geringfügig höher als die Ambassador Bridge. Für diese erste Brücke über Wasserstraßen im Bereich der Großen Seen oberhalb des Niagara Rivers war eine größere Höhe verlangt worden als für die Brücken an der Ostküste. Dort hatte die Brooklyn Bridge mit einer lichten Höhe von 135 ft (41 m) den Standard gesetzt.

### Zufahrtsbrücken und -straßen
Im Süden führt eine 1741 m lange, in regelmäßigen Abständen auf Betonpfeilern gelagerte stählerne Fachwerkträgerbrücke vom Ankerblock zum Ufer bei Mackinaw City. Dort schließt sich eine 180 m langen Hochbrücke an, die einen großen Parkplatz und die North Hudson Avenue überquert. Dabei handelt es sich um eine konventionelle Stahlbeton-Plattenbalkenbrücke auf Betonpfeilern.
Im Norden verbindet eine 1097 m lange Fachwerkbrücke den dortigen Ankerblock mit einem rund 1074 m langen Damm, der zum Ufer führt. Von dort führt eine rund 1320 m lange Straße über die Mautstelle zum Mittelpunkt des Verteilers zwischen der Interstate 75 und dem U.S. Highway 2.

### Längenangaben
Die häufig genannte Länge der Brücke von 8038 m oder fünf Meilen ist die Entfernung vom Mittelpunkt des Verteilers im Norden einschließlich der Straße mit der Mautstelle und des Damms bis zum Widerlager am Ende der Beton-Hochbrücke an der North Hudson Avenue in Mackinaw City.
Die stählerne Brückenkonstruktion aus der Hängebrücke und den beiden Fachwerk-Zufahrtsbrücken ist 5464 m (17926 ft) lang.
Die Hängebrücke ist einschließlich der Ankerblöcke 2626 m (8614 ft) und zwischen den Ankerblöcken 2554 m (8380 ft) lang. Ihre Spannweiten von 549 m + 1158 m + 549 m ergeben eine überspannte Länge von 2256 m.

### Rekordlänge zwischen den Verankerungen
Die Spannweite der Brücke zwischen den Pylonen von 1158 m ist deutlich kürzer als die der Golden Gate Bridge mit 1280 m. Um aber ebenfalls einen Rekord vorweisen zu können, wählte man die Länge einschließlich der Ankerblöcke von 2626 m (8614 ft), um die Mackinac Bridge als „weltweit längste Brücke zwischen den Verankerungen“ bezeichnen zu können, die damit länger ist als die Golden Gate Bridge und auch länger als die der westlichen Hängebrücke der San Francisco-Oakland Bay Bridge, die mit einer zusätzlichen Verankerung in der Mitte ausgestattet ist.
Die Mackinac Bridge ist immer noch die längste Brücke zwischen zwei Verankerungen in der westlichen Hemisphäre, aber weltweit mittlerweile zurückgefallen. 1998 musste sie den Spitzenplatz an die japanische Akashi-Kaikyō-Brücke abgeben, die bei 3911 m Gesamtlänge zwischen den Ankern mit einer Spannweite von 1991 m den Rekord hält. Die Brücke ist mit ihrer Spannweite (1158 m; 3800 ft) die zur Zeit fünfzehntlängste Hängebrücke weltweit und die drittlängste in den USA nach der Golden Gate Bridge und der Verrazzano-Narrows Bridge.

## Sonstiges
Die Brücke ist mautpflichtig. Die Geschwindigkeit ist auf 72 km/h (45 mph) beschränkt. Sie ist nicht für Radfahrer oder Fußgänger zugelassen. Fußgänger, Radfahrer und ihre Räder können jedoch gegen Gebühr mit einem Kraftfahrzeug über die Brücke transportiert werden.
Im Oktober 2013 fuhren 330.610 Fahrzeuge über die Brücke.
Jedes Jahr zum Labor Day werden zwei Fahrstreifen für Teilnehmer des Mackinac Bridge Walk gesperrt.
Im Science-Fiction-Film I, Robot von Alex Proyas aus dem Jahr 2004 ist die Mackinac Bridge eine Brückenruine. Im Film ist dort kein Wasser mehr, da der gesamte Bereich im Jahr 2035 eine Mülldeponie ist. Auf der Mülldeponie errichtet U.S. Robotics dann einen Lagerkomplex mit Containern für Robots.
Die Brücke wurde 2010 von der American Society of Civil Engineers in die List of Historic Civil Engineering Landmarks aufgenommen.
Die Brücke wird im Flaggenschwur Michigans erwähnt. Dieser ist im Public Act Nr. 165 von 1972 offiziell festgelegt:

“I pledge allegiance to the flag of Michigan, and to the state for which it stands, two beautiful peninsulas united by a bridge of steel, where equal opportunity and justice to all is our ideal.”

„Ich schwöre Gefolgschaft der Flagge von Michigan, und dem Staat für den sie steht, zwei wunderschöne Halbinseln vereinigt durch eine Brücke aus Stahl, wo gleiche Chancen für alle und Gerechtigkeit unser Ideal sind.“